# Myössäjärvi och Martinjärvi
Myössäjärvi och Martinjärvi är en sjö i Finland. Den ligger i kommunen Enare i landskapet Lappland, i den norra delen av landet, 1 000 km norr om huvudstaden Helsingfors. Myössäjärvi och Martinjärvi ligger 154,4 meter över havet. Den är 36,33 meter djup. Arean är 94,7 hektar och strandlinjen är 9,87 kilometer lång. Sjön  ingår i Pasvik älvs huvudavrinningsområde. 